# Hägnagölen (Stengårdshults socken, Småland)
Hägnagölen är en sjö i Gislaveds kommun i Småland och ingår i Nissans huvudavrinningsområde.